# Wereldkampioenschappen schaatsen afstanden 2016 - 3000 meter vrouwen
De 3000 meter vrouwen op de wereldkampioenschappen schaatsen afstanden 2016 werd gereden op donderdag 11 februari 2016 in het ijsstadion Kometa in Kolomna, Rusland.
Ireen Wüst was de regerend olympisch kampioene, maar regerend wereldkampioene Martina Sáblíková had alle vier de wereldbekerwedstrijden over deze afstand eerder in het seizoen gewonnen. Sáblíková versloeg Wüst uiteindelijke met een klein verschil van 0,08 seconde en won voor de vierde keer in haar leven deze WK-titel.

## Plaatsing

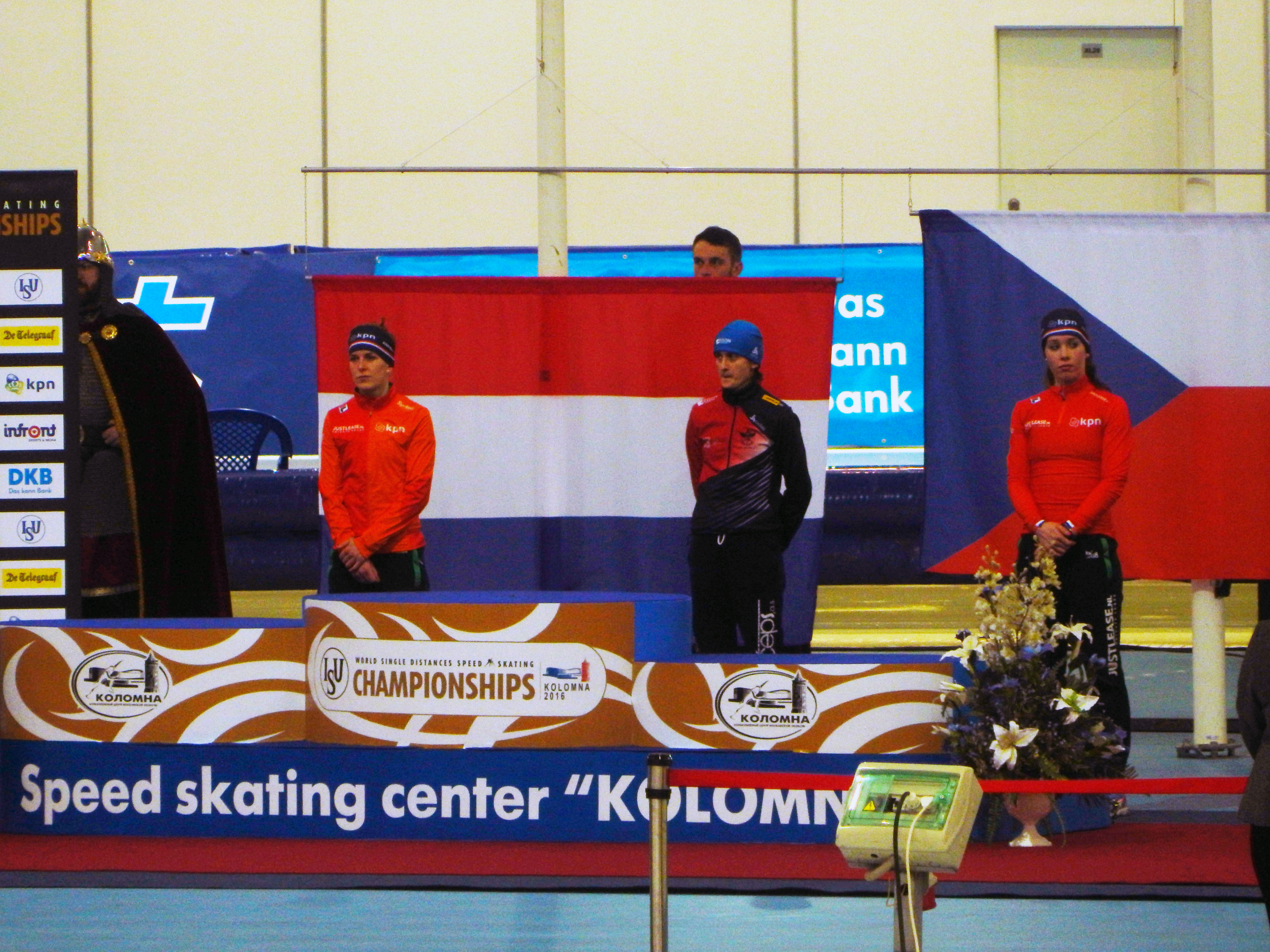

De regels van de ISU schrijven voor dat er maximaal twintig schaatssters zich plaatsen voor het WK op deze afstand. Geplaatst zijn de beste twaalf schaatssters van het wereldbekerklassement na vier manches, aangevuld met de acht tijdsnelsten van die eerste vier manches van de wereldbeker. Achter deze twintig namen werd op tijdsbasis nog een reservelijst van zes namen gemaakt. Aangezien het aantal deelnemers per land beperkt is tot een maximum van drie, telt de vierde (en vijfde etc.) schaatsster per land niet mee voor het verloop van de ranglijst. Het is aan de nationale bonden te beslissen welke van hun schaatssters, mits op de lijst, naar het WK afstanden worden afgevaardigd.
Noorwegen vulde de in de WB verdiende plek niet op, deze plek werd ingevuld door Polen, oorspronkelijk zesde op de reservelijst.

## Statistieken

### Uitslag
| #      | Naam                   | Land | Tijd    |
| ------ | ---------------------- | ---- | ------- |
| Goud   | Martina Sáblíková      | CZE  | 4.03,05 |
| Zilver | Ireen Wüst             | NED  | 4.03,13 |
| Brons  | Antoinette de Jong     | NED  | 4.04,25 |
| 4      | Claudia Pechstein      | GER  | 4.05,09 |
| 5      | Marije Joling          | NED  | 4.06,62 |
| 6      | Miho Takagi            | JPN  | 4.07,26 |
| 7      | Kim Bo-reum            | KOR  | 4.08,14 |
| 8      | Olga Graf              | RUS  | 4.09,10 |
| 9      | Bente Kraus            | GER  | 4.09,19 |
| 10     | Isabelle Weidemann     | CAN  | 4.09,72 |
| 11     | Anna Tsjernova         | RUS  | 4.10,20 |
| 12     | Natalja Voronina       | RUS  | 4.10,57 |
| 13     | Luiza Złotkowska       | POL  | 4.11,52 |
| 14     | Misaki Oshigiri        | JPN  | 4.11,84 |
| 15     | Francesca Lollobrigida | ITA  | 4.13,28 |
| 16     | Fuyo Matsuoka          | JPN  | 4.13,65 |
| 17     | Ivanie Blondin         | CAN  | 4.15,52 |
| 18     | Zhao Xin               | CHN  | 4.16,80 |
| 19     | Marina Zoejeva         | BLR  | 4.18,16 |
| 20     | Stephanie Beckert      | GER  | 4.20,23 |

### Loting
| Rit | Binnenbaan         | Buitenbaan             |
| --- | ------------------ | ---------------------- |
| 1   | Antoinette de Jong | Luiza Złotkowska       |
| 2   | Zhao Xin           | Ireen Wüst             |
| 3   | Kim Bo-reum        | Bente Kraus            |
| 4   | Marina Zoejeva     | Francesca Lollobrigida |
| 5   | Anna Tsjernova     | Fuyo Matsuoka          |
| 6   | Isabelle Weidemann | Stephanie Beckert      |
| 7   | Ivanie Blondin     | Misaki Oshigiri        |
| 8   | Claudia Pechstein  | Miho Takagi            |
| 9   | Marije Joling      | Martina Sáblíková      |
| 10  | Natalja Voronina   | Olga Graf              |

1996 · 
1997 · 
1998 · 
1999 · 
2000 · 
2001 · 
2003 · 
2004 · 
2005 · 
2007 · 
2008 · 
2009 · 
2011 · 
2012 · 
2013 · 
2015 · 
2016 · 
2017 · 
2019 · 
2020 · 
2021 · 
2023 · 
2024 · 
2025